# Shitō-ryū
Shitō-ryū (jap. 糸東流 shitō-ryū) – japoński styl karate utworzony w latach 20. XX wieku przez mistrza Kenwa Mabuni. Shitō-ryū, obok shōtōkan, gōjū-ryū i wadō-ryū należy do tzw. "wielkiej czwórki" stylów Karate-Dō. 
Nazwa stylu stanowi swoisty hołd dla dwóch wielkich mistrzów, nauczycieli Mabuniego: Ankō Itosu oraz Kanryō Higashionna. Japoński ideogram "shi" można odczytać też jako "ito", natomiast ideogram "tō" - jako "higashi". "Ryū" oznacza styl, szkołę. Zatem "shitō-ryū" oznacza dosłownie "styl ku czci mistrzów Itosu i Higashionna".
Prekursorem stylu w Polsce jest Andrzej Kozak (4 dan), szef polskiego oddziału Genbu-kai – międzynarodowej organizacji, której przewodzi shihan Fumio Demura.

## Charakterystyka Shitō-ryū
Shitō-ryū to połączenie dwóch odmian okinawskiego karate: shōrin-ryū (shuri-te) oraz shōrei-ryū/gōjū-ryū (naha-te), a także elementów stylu Białego Żurawia (tsuru-ho kenpo). Ponadto w stylu tym zawsze uprawia się też kobudō – sztukę walki tradycyjną bronią z Okinawy, także batto-dō, czyli sztukę cięcia mieczem.
Mistrz Mabuni starał się połączyć ze sobą wszystkie elementy różnych stylów karate. Dlatego też, styl Shitō-ryū jest bardzo wszechstronny. Występują w nim zarówno techniki bardzo silne, potężne jak i również te, których siła tkwi w szybkości, elastyczności. Pozycje mogą być zarówno wysokie, krótkie, jak i niskie, stabilne. Shitō-ryū jest stylem nadzwyczaj uniwersalnym, dającym adeptowi możliwość indywidualnego rozwoju, dostosowanego do jego predyspozycji fizycznych i psychicznych.
Wszechstronność Shitō-ryū najlepiej przedstawiają kata, których jest w tym stylu prawie 100. Ćwiczy się formy pochodzące zarówno z shuri-te, naha-te oraz tomari-te. W Shitō-ryū, formy kata odgrywają największą rolę w treningu karate.